# Troickoje (obwód sachaliński)
Troickoje (ros. Троицкое) – wieś w Rosji, w obwodzie sachalińskim, w rejonie aniwskim. W 2010 liczyła 4729 mieszkańców.